# Arna de la col
|  | No s'ha de confondre amb Pieris brassicae. |

L'arna de la col (Mamestra brassicae) són una espècie de lepidòpter ditrisi de la família dels noctúids (Noctuidae) comuna a Europa.
No s'ha de confondre amb Pieris brassicae o Pieris rapae que són altres lepidòpters que s'alimenten de les cols.

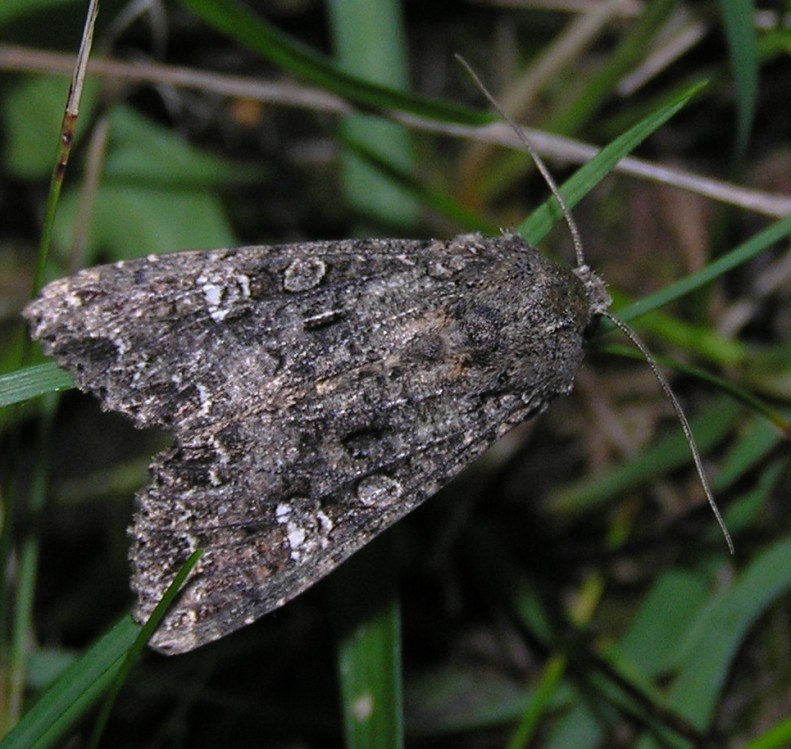
Una arna de la col

Aquesta espècie és molt variable en la seva mida, la seva envergadura alar oscil·la entre 34–50 mm. Les ales de davant són marronoses i motejades amb una línia trencada blanca subterminal. Les fulles de darrere són grises. Es produeixen dues o tres generacions d'arnes a l'any i els adults es poden veure de maig a octubre i de vegades en altres períodes. Volen de nit i els atrau la llum, el sucre i les flors riques en nèctar.
L'eruga és verda, caqui, gris marronosa o marró amb taques fosques. Fan uns 2,5 cm abans de fer la pupa. Són plagues de les cols i dels pèsols dolços, però s'alimenten d'un ampli rang d'altres plantes. Passa l'hivern com a pupa.
Altres plantes que els serveixen d'aliment són:
- Allium - ceba
- Aquilegia -
- Beta - bleda
- Brassica
- Bryonia -
- Calendula -
- Cannabis sativa
- Chrysanthemum
- Cucurbita
- Dianthus - clavell
- Helianthus - gira-sol
- Hyoscyamus - Hyoscyamus niger
- Hyssopus -
- Lactuca - enciam
- Linum - lli
- Lychnis -
- Lycopersicon - tomaquera
- Malus - pomera
- Nicotiana - tabac
- Pisum
- Plantago - plantatge
- Raphanus - rave
- Rheum -
- Rudbeckia
- Rumex
- Silene
- Solanum - patatera
- Spinacia - espinac